# Lepidocyrtus ruber
Lepidocyrtus ruber är en urinsektsart som beskrevs av Heinrich Wilhelm Schott 1902. Lepidocyrtus ruber ingår i släktet Lepidocyrtus och familjen brokhoppstjärtar. Arten är reproducerande i Sverige. Inga underarter finns listade i Catalogue of Life.